# Coproliet

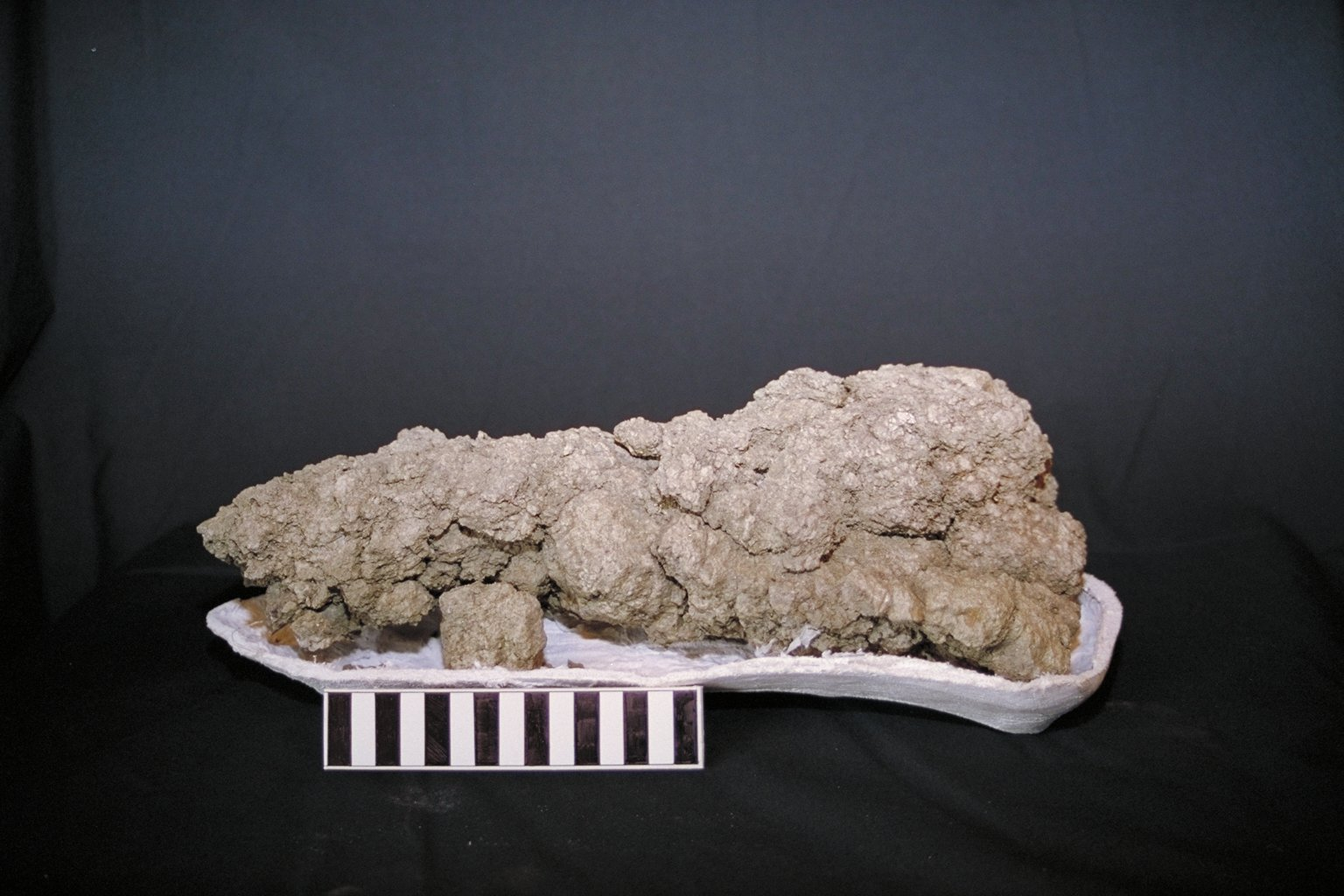
Een coproliet van een carnivore dinosauriër. Gevonden in Saskatchewan, Canada. Maatstreep is 15 centimeter lang.

Een coproliet bestaat uit gefossiliseerde uitwerpselen. Coprolieten worden bestudeerd als onderdeel van de paleozoölogie en de sedimentologie.
'Coproliet' komt van Oudgrieks κόπρος/copros voor 'mest' en λίθος/lithos voor 'steen'.
Coprolieten variëren in grootte en vorm. Het kunnen kleine hoopjes uitwerpselen van wormen zijn die 500 miljoen jaar geleden leefden, maar ook grote keutels van dinosauriërs, krokodillen en zoogdieren. Analyse van menselijke coprolieten geeft informatie over de gezondheid en de voeding van de maker. Zo is zelfs door bestudering van een menselijke coproliet aangetoond dat de maker kannibaal was. Een bekend exemplaar is de Lloyds Bank coproliet.